# Хуй

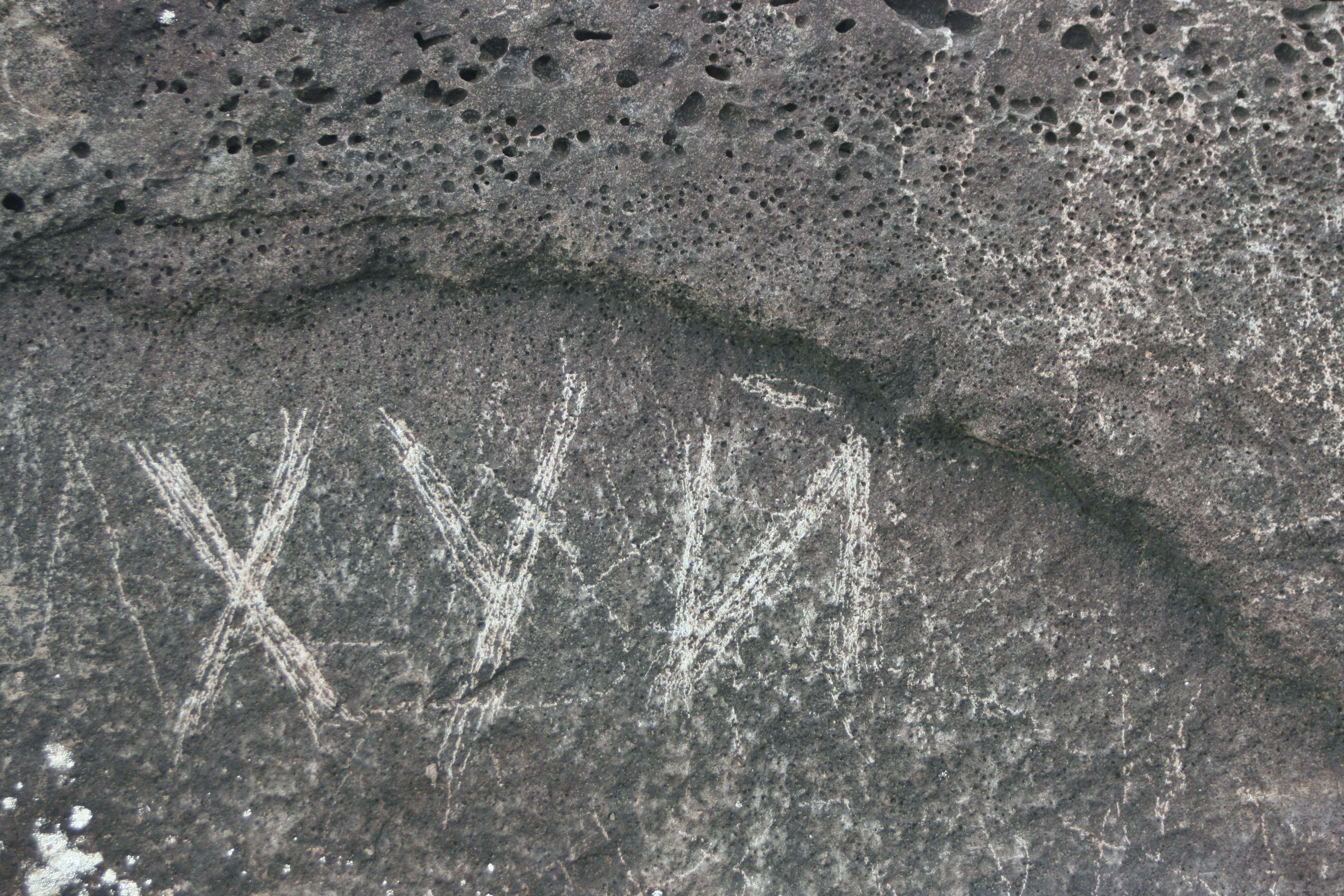
Слово «хуй», написанное на скале, Гавайи

Хуй (аудиоо файле) — слово русского мата. Корень «хуй-» является словообразующим для множества других слов и выражений. Используется в значении «мужской половой член» и многих других.

## Этимология

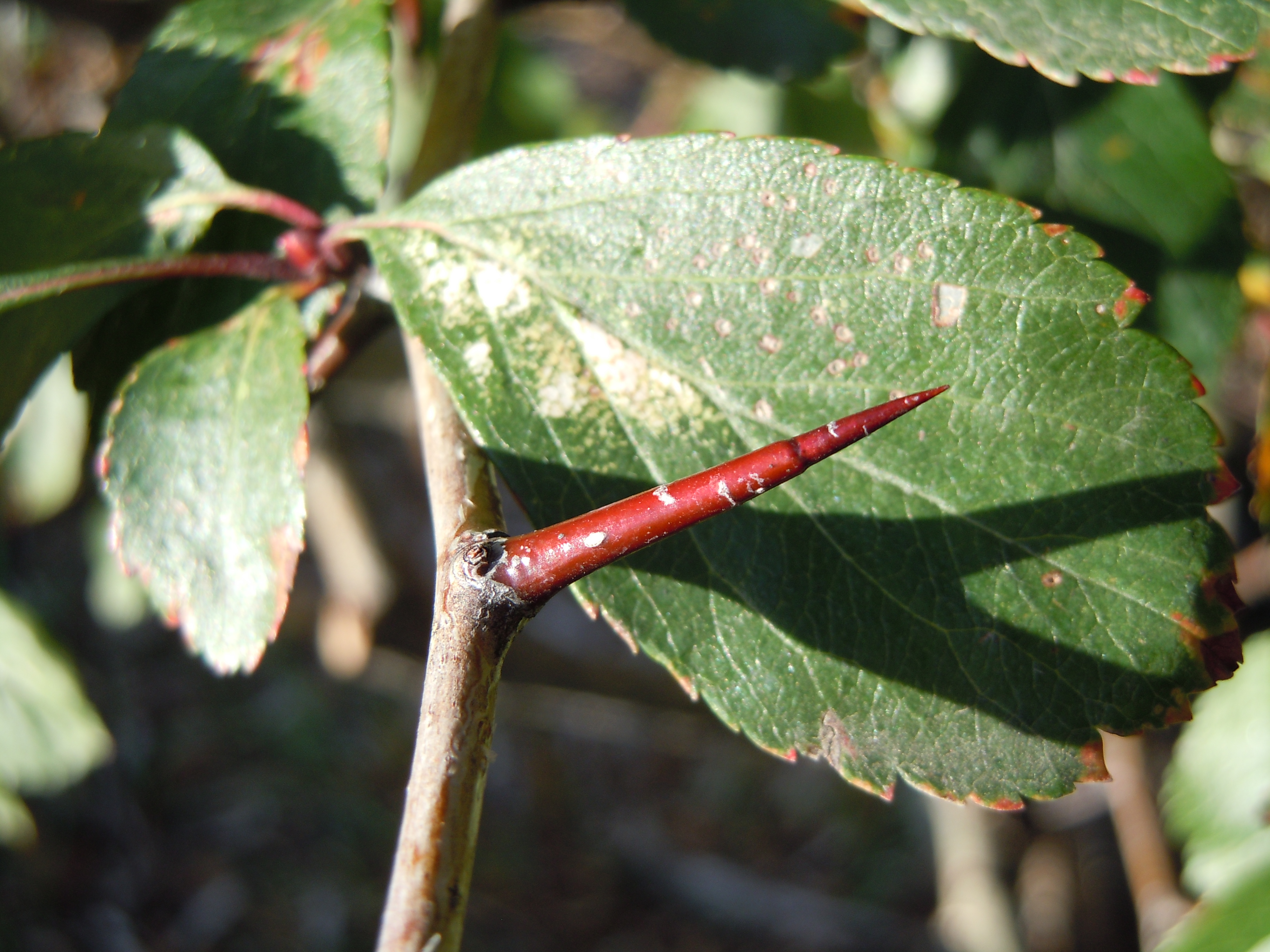
Острый вырост на стебле растения

Точное происхождение слова «хуй» в русском языке остаётся неизвестным, но в настоящее время существуют научно-лингвистические доказательства его принадлежности к древнеславянским корням.
1. Согласно академическому «Этимологическому словарю славянских языков», слово является однокоренным слову «хвоя». Чередование «в» + «гласный/у» — такое же, как чередованию в словах «вязать/узы» («на-вык/на-ука»). По мнению слависта Геннадия Ковалёва[1], слово «хуй» имеет общеславянский корень *XŪ, что означало «отросток», «побег». От этого же корня произошли слова «хвоя», «хвост» и другие.
2. Похожие исследования рассматривают слова, восходящие к праиндоевропейскому корню *skēu- («быть острым»); они встречаются и в других индоевропейских языках: лит. skuja («хвоя»), алб. hu («кол», «половой член»). Сторонник отвергнутой большинством лингвистов ностратической теории Владислав Маркович Иллич-Свитыч возводит праславянский корень к праностратическому *cujha «колючка растения, острие[2].

В славянских языках также встречаются созвучные слова, означающие «посох», «палка»: чешское hůl ([ˈɦuːl]), польское kij ([kij]).

## Варианты употребления
В русском мате используется:
- в прямом смысле («половой член»);
- в качестве местоимения, так как заменяет почти каждое одушевлённое существительное мужского пола, ту же роль для неодушевлённых играет «хуёвина»; эмоциональная окраска в этом случае нейтральна или слабо выражена[6], при этом слово «хуйня» может выражать сильные эмоции;
- в идиоматических оборотах (например, «забить хуй на …», то есть «перестать уделять чему-либо или кому-либо внимание, не заботиться о чём-либо»; «Иди на хуй!» („послать на хуй“) — грубый отказ.

## «Хуй» как основа для образования слов и выражений

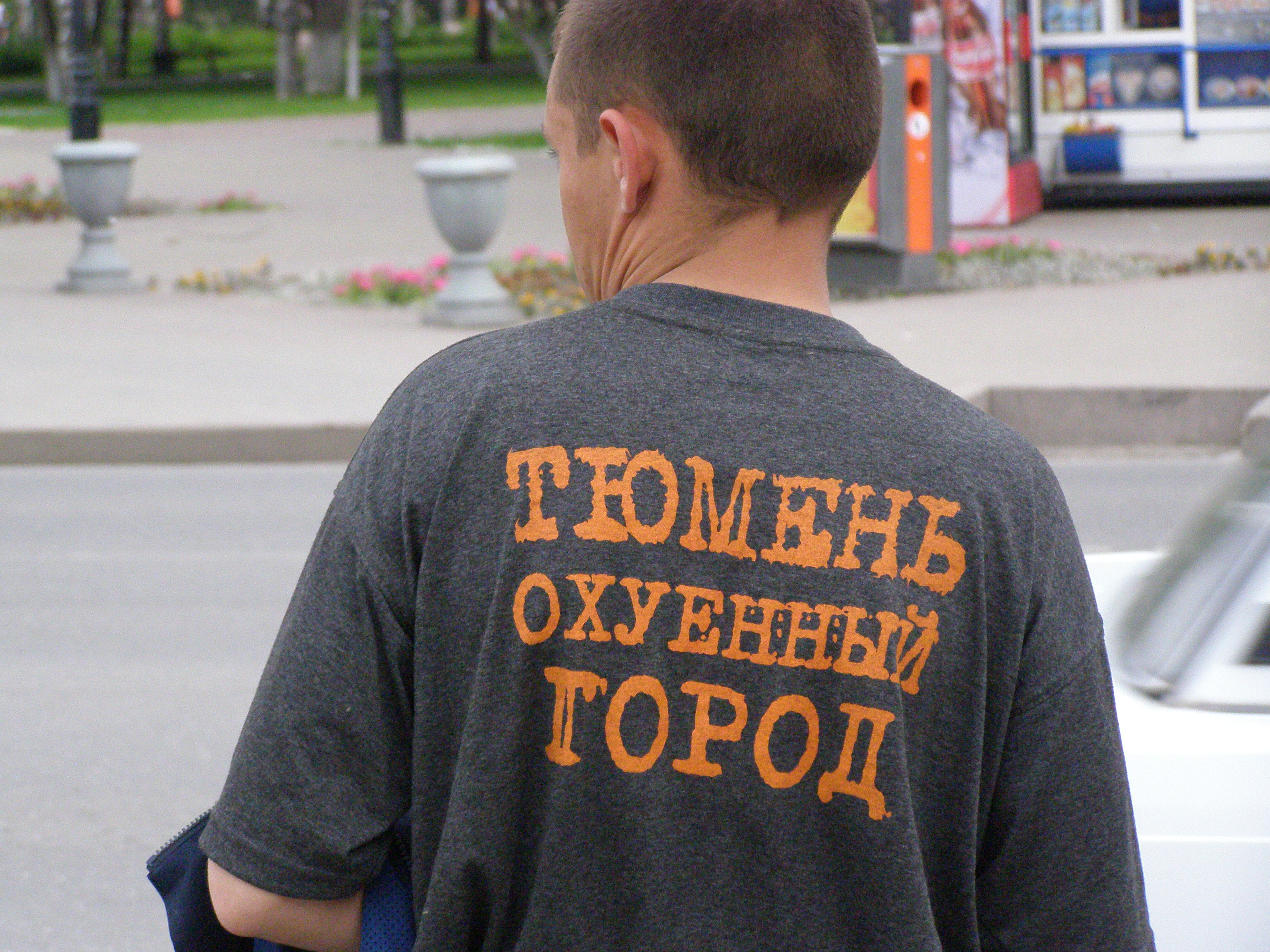
Образованное слово от «хуй» на футболке

«Хуй» — наиболее продуктивный словообразующий корень из всего русского мата, входящий в ряд устойчивых словосочетаний, которые используются различными слоями населения в повседневном общении. По данным А. Плуцера-Сарно, слово входит более чем в 1200 языковых клише.
Как словообразующий корень используется в ряде глаголов, образованных приставочным способом (например, «нахуя́риться» и т. п.) и отглагольных форм, которые имеют высокую степень десемантизации либо абстракции и часто являются заменителями глаголов (местоглаголиями) с более специфическим смыслом в разговорной речи, не требующей точности.
В первом томе «Словаря русского мата» Алексея Плуцера-Сарно имеется 503 идиомы фразеологизмов, грамматических и лексических клише со словом «хуй». Производные слова «хуй» покрывают большое количество семантических полей.

## История употребления слова в русском языке
Само слово «хуй» и фразеологические выражения с ним считаются грубыми ругательствами, неприемлемыми в приличном обществе: в общественных местах, в литературе, в периодической печати, на телевидении и радио.
В старину традиция площадных представлений с использованием мата была и у других народов, однако церковь их преследовала повсеместно. Русская православная церковь также однозначно выражала своё осуждение скоморохов, вплоть до поощрения их беспощадного истребления.
Само слово, его производные и фразеологические обороты с ним широко известны в фольклоре с незапамятных времён (например в частушках, прибаутках).
Фольклористы XIX века зафиксировали употребление слова в народных сказках и народных песнях (напр. А. Н. Афанасьев, И. И. Срезневский). Само слово и его производные представлены в 3-м издании «Толкового словаря живого великорусского языка» и «Русских заветных пословицах и поговорках» В. И. Даля.
С XIX века ведёт свою традицию жанр матерных пародий на известные литературные произведения. Слово встречается в ранних произведениях Пушкина (лицейская обсценно-порнографическая баллада Тень Баркова), у Чехова. Пушкинист М. А. Цявловский в своей работе «Комментарии к балладе А. Пушкина „Тень Баркова“» указывает на то, что из всех бранных слов Пушкин в своей балладе чаще всего использует именно слово «хуй», его производные и синонимы:

Нецензурные вульгаризмы баллады по степени их эксгибационной выразительности можно разделить на несколько групп. Прежде всего нужно выделить слова: хуй, хуина, елда, елдак, плешь и муде. Так как «мотив» этого органа — основной в балладе, то и слова эти встречаются в ней чаще всех остальных похабных слов. Слово «хуй» употреблено тринадцать раз (стихи 14, 24, 47, 66, 79, 82, 176, 188, 209, 213, 221, 259 и 272), «хуина» — два (стихи 55 и 251), «хуиный» — один (стих 141), «елда» — четыре (стихи 12, 106, 125 и 184), «елдак» — пять (стихи 33, 64, 133, 151 и 260), «плешь» — пять (стихи 21, 27, 83, 118 и 261) и «муде» — семь (стихи 56, 63, 130, 211, 252, 257 и 262); всего тридцать семь раз. [Прим. автора: Кроме этого, орган называется ещё «предателем» (ст. 65) и «прелюбодеем» (ст. 178) и сравнивается со столбом (ст. 16 и 47), колом (ст. 84), злаком (ст. 203) и воином (ст. 34)!] В этом, между прочим, больше, чем в чём-нибудь другом, сказывается «барковщина» баллады, ибо Барков, конечно, прежде всего певец фаллоса. [Прим. автора: Это явствует уже из большого разнообразия названий органа в произведениях Баркова: хуй, елдак, свайка, салтык, уд, снасть, рог, жало, битка, талант, рычаг, рожок, свирель, шест, булава, шматина, свай, гусак, кушак.]
Кроме этого основного «ядра» непристойностей, к ним относятся слова: «дрочить» — один раз (стих 26), «дрочиться» — один (стих 256), «Ебаков» — шесть (стихи 69, 77, 121, 149, 158 и 277), «ебать» — четыре (стихи 13, 81, 199 и 201), «ебля» — один (стих 164), «ебливая» — один (стих 233), «еть» — один (стих 185), «заебина» — один (стих 189), «обосраться» — один (стих 274) и группа: «пизда» — семь (стихи 15, 17, 89, 132, 152, 200 и 219), «прореха» — один (стих 190), «секелек» — один (стих 153) и «щель» — два (стихи 22 и 166).

Поскольку в СССР (с 1930-х годов) было запрещено использовать мат в общедоступной литературе и СМИ (прямо об этом ни один из законов не гласил, но исполнялось неукоснительно), то в текстах слово «хуй», производные и выражения с ними — подвергались цензуре: «вымарывались» (полное удаление или подстановка многоточия «…»), заменялись словосочетанием «нецензурная брань» и эвфемизмами (например, «хрен»). Притом в советское время после редакторской правки матерные слова исключались таким образом, чтоб затруднить даже его подразумевание. Это касалось как новых произведений, так и переиздания текстов «доцензурного» периода (напр. во всех последующих после первого изданиях романа Михаила Шолохова «Тихий Дон»).

## Употребление в настоящее время
Я раньше славил поцелуй,

Сиянье глаз, души томленье,

Потом заметил: скажешь «хуй» —

И сразу в зале оживленье.

приписывается Игорю Губерману
(или Константэну Григорьеву)
В постсоветскую эпоху после отмены цензуры в России стала практиковаться замена одной или нескольких букв на звёздочки (точки и тому подобное) в печатных и электронных СМИ, а в теле- и радиовещании — так называемое «Запикивание» (однотонный звук, перекрывающий звучание слова).
Некоторые современные русские писатели — Юз Алешковский, Виктор Ерофеев и другие — вольно использовали обсценную лексику в своих произведениях, не исключая и слово «хуй». В советский период такая литература была «подпольной» и распространялась самиздатским способом. В последующем, вплоть и до сегодняшнего времени, как это слово, так и мат вообще, уже стали употребляемы как в музыкальной массовой культуре (рэперы, панк-рок- и рок-группы (см. Захар Май «Я посылаю всё на… (и никого другого)»; лозунг «Хуй войне!» группы «Тату», Владимир Епифанцев и Маша Макарова) — так и в литературе (например, постмодернисты Эдуард Лимонов, Виктор Пелевин, Владимир Сорокин и др.).

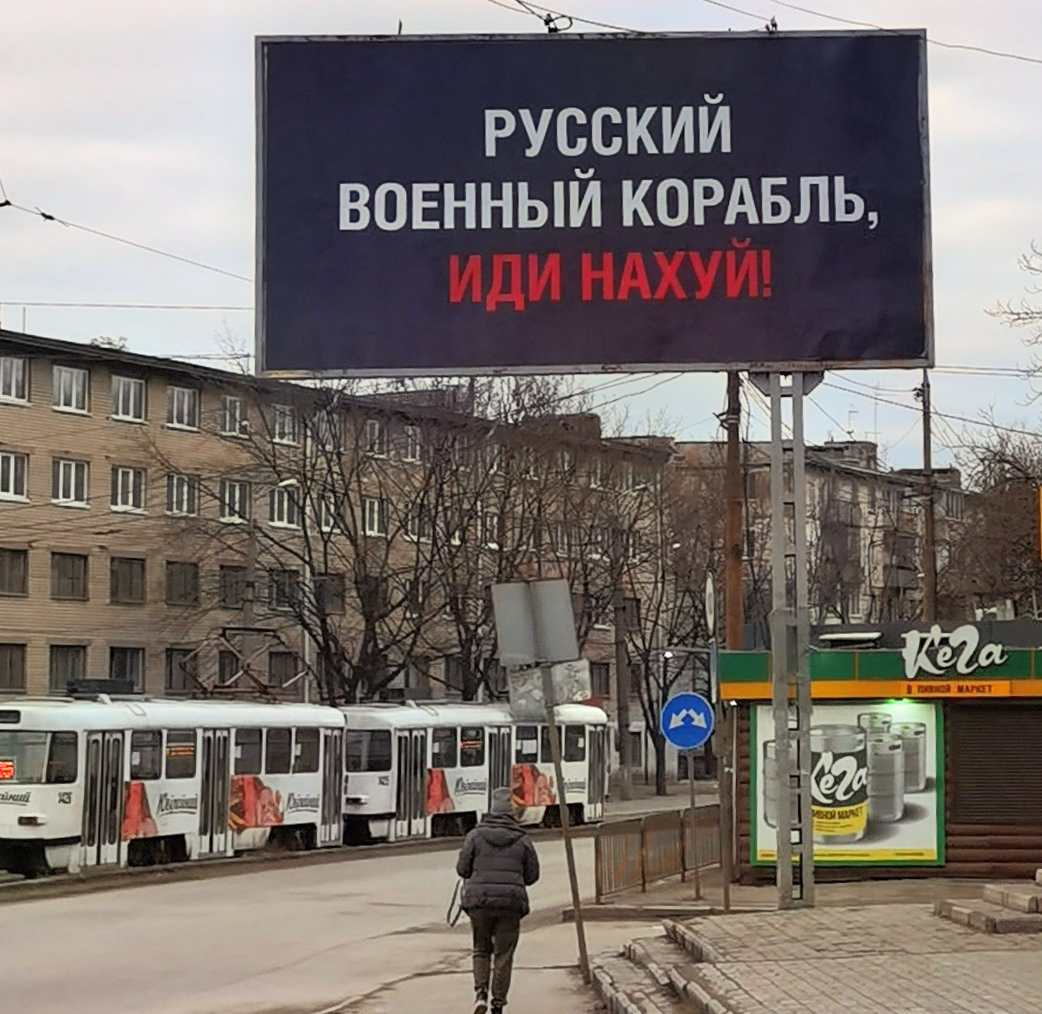
Билборд в Днепре

После анонсирования русских хештегов в «Твиттере» именно слово «хуй» заняло лидирующую позицию в разделе «Актуальные темы в мире».
Слово «хуй» легло в основу фразы «Русский военный корабль, иди на хуй!», которую, согласно изложенному в украинских СМИ ходу развития событий, произнёс украинский пограничник на предложение российского военного корабля сдаться при атаке на остров Змеиный во время вторжения России на Украину. Само высказывание стало интернет-мемом, получило широкое распространение — используется как со «звёздочкой», так и без, в многочисленных интернет-материалах, на городских электронных табло, бордах и т. д.

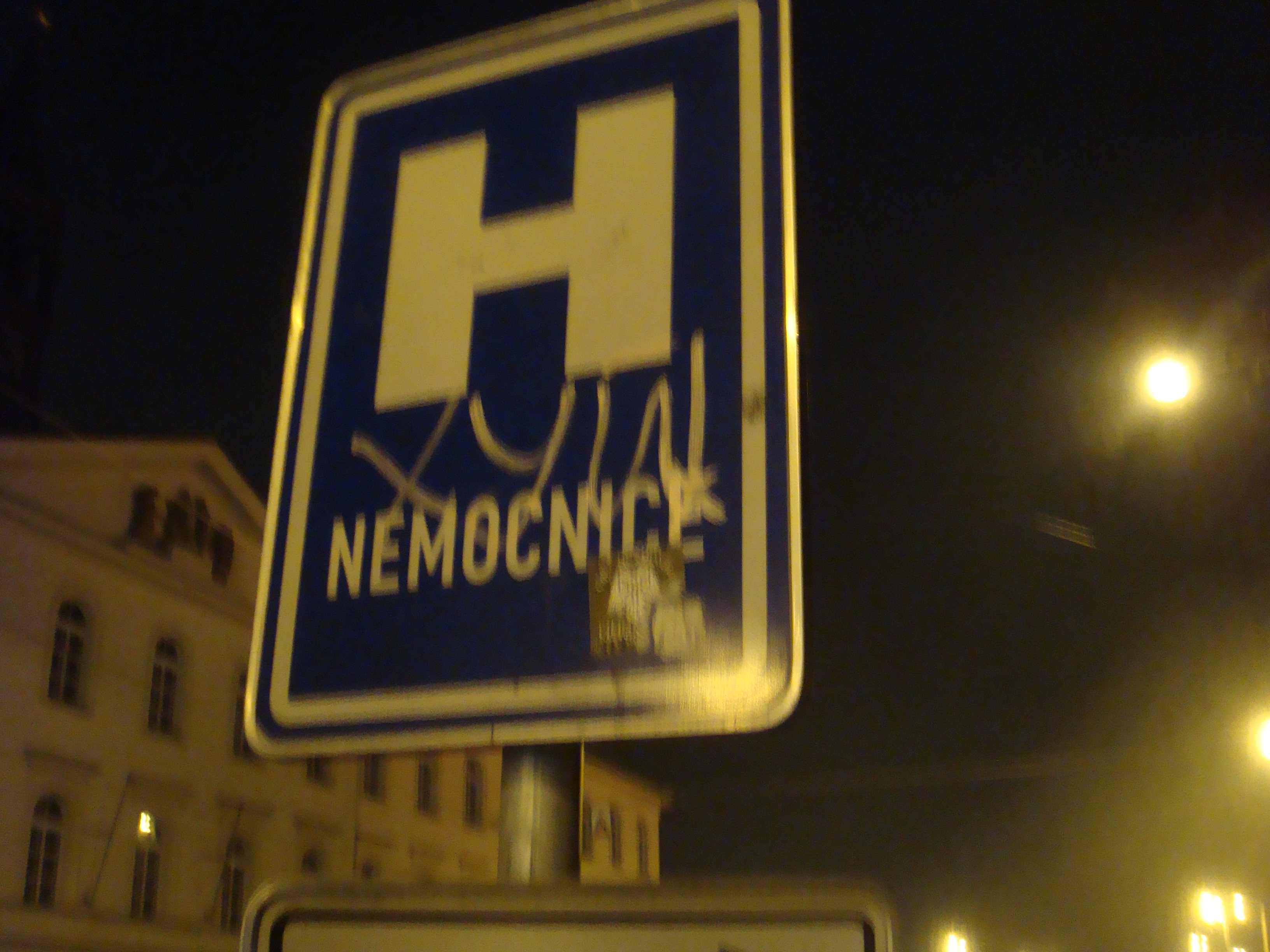
Надпись «хуй» на дорожном знаке в Праге, у метро «Малостранска»

## Распространение слова
Слово из восточнославянских языков попало в польский язык, а также в языки народов Поволжья и некоторые другие языки народов СССР, где в определённой степени заменило местные вульгаризмы, связанные с пенисом. Оно знакомо также жителям посткоммунистических стран, что объясняется культурным влиянием СССР на современные страны СНГ: похожих по значению слов и выражений в местных языках до сих пор не существует, и используются русские слова.